# Oxyzygonectes dovii
Oxyzygonectes dovii – gatunek ryby z rodziny czworookowatych (Anablepidae), jedyny przedstawiciel rodzaju Oxyzygonectes.